# 정다운 (기업)
주식회사 정다운은 이지홀딩스의 자회사이자 대한민국의 오리고기 기업이다.

## 사업장 현황
- 본사: 전라남도 나주시 동수농공단지길 137-17
- 지점: 전라남도 나주시 동수농공단지길 155
- 파주공장: 경기도 파주시 자운서원로 410-6
- 하동공장: 경상남도 하동군 북천면 가리골길 49-19 신선산오리농장
- 익산공장: 전북특별자치도 익산시 무왕로 1377
- 거창공장: 경상남도 거창군 위천면 당산농공길 40

## 내용주
1. ↑  코넥스: 2015년 7월~2016년 6월
2. ↑  나주공장